# Fluviocingula
Fluviocingula is een geslacht van weekdieren uit de klasse van de Gastropoda (slakken).

## Soorten
- Fluviocingula elegantula (A. Adams, 1861)
- Fluviocingula golikovi Starobogatov, Sitnikova & Zatrawkin, 1989
- Fluviocingula kussakini Starobogatov & Zatrawkin in Starobogatov, Sitnikova & Zatrawkin, 1989
- Fluviocingula nipponica Kuroda & Habe, 1954
- Fluviocingula ovoides Starobogatov in Starobogatov, Sitnikova & Zatrawkin, 1989
- Fluviocingula resima (Laseron, 1956)
- Fluviocingula scarlatoi Starobogatov in Starobogatov, Sitnikova & Zatrawkin, 1989
- Fluviocingula superficialis Golding, 2014